# Rheumaptera hawelkae
Rheumaptera hawelkae är en fjärilsart som beskrevs av Karl Schawerda 1915. Rheumaptera hawelkae ingår i släktet Rheumaptera och familjen mätare. Inga underarter finns listade.